# Neopsylla galea
Neopsylla galea är en loppart som beskrevs av Ioff 1946. Neopsylla galea ingår i släktet Neopsylla och familjen mullvadsloppor. Inga underarter finns listade i Catalogue of Life.